# Neheim

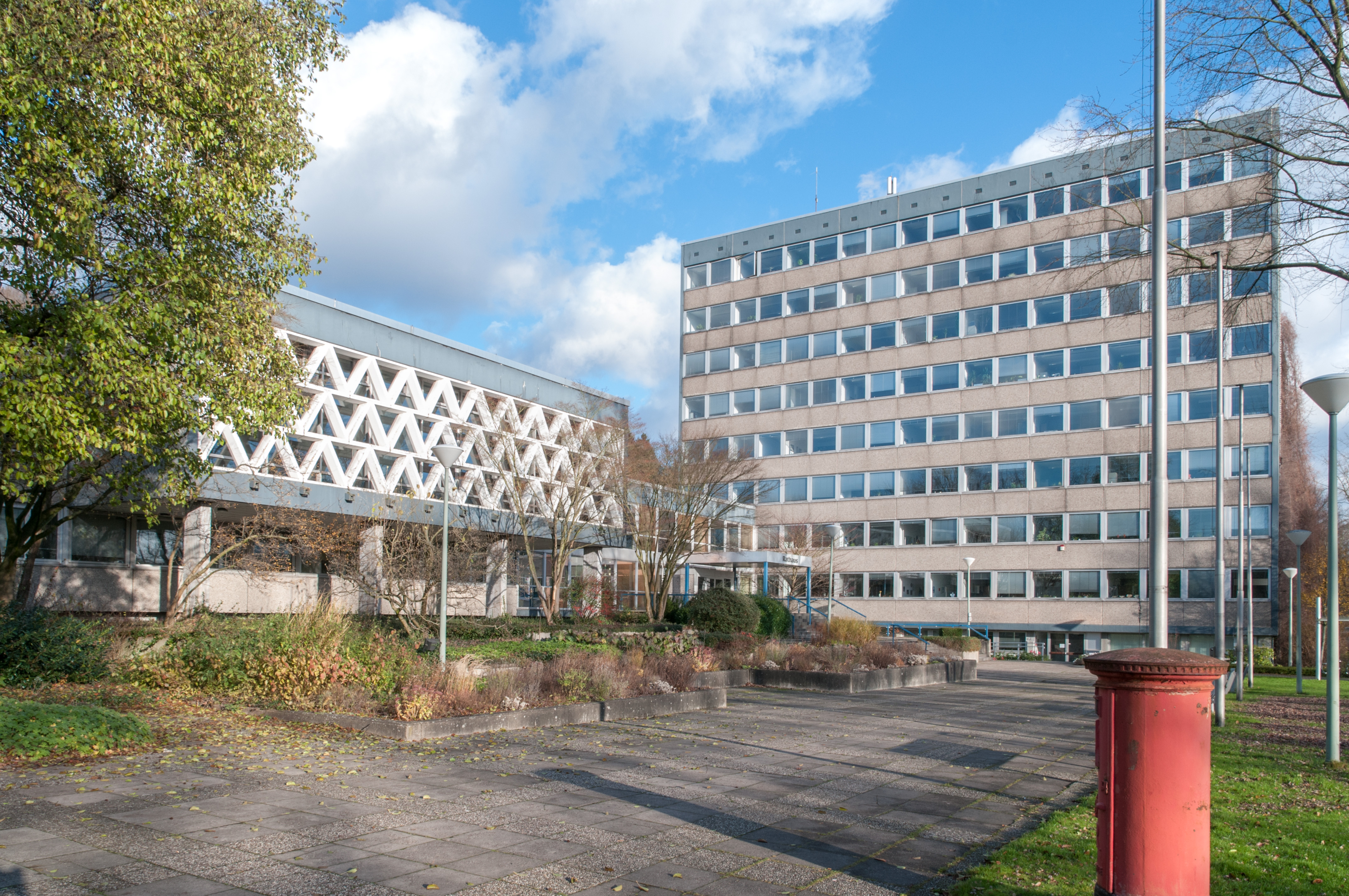
Rathaus der Stadt Arnsberg

Neheim ist ein Stadtteil von Arnsberg im Hochsauerlandkreis. Der Ort wurde im 13. Jahrhundert befestigt und diente dem Grenzschutz zunächst der Grafschaft Arnsberg und später des Herzogtums Westfalen gegenüber der Grafschaft Mark. Im Jahr 1358 erhielt Neheim die Stadtrechte. Die Stadt gehörte dem Bund der Hanse an. Seit den 1830er Jahren begann die industrielle Entwicklung. Es entwickelte sich mit der Herstellung vor allem von Leuchten eine stark spezialisierte Metallindustrie. Am 1. April 1941 entstand Neheim-Hüsten durch die Zusammenlegung der Stadt Neheim und der Gemeinde (Freiheit) Hüsten. Neheim-Hüsten kam am 1. Januar 1975 zu Arnsberg. Der Stadtteil Neheim-Hüsten wurde 1983 in die Stadtteile Neheim und Hüsten geteilt. Ende 2021 hatte Neheim 23.051 Einwohner.

## Geographie

### Geographische Lage

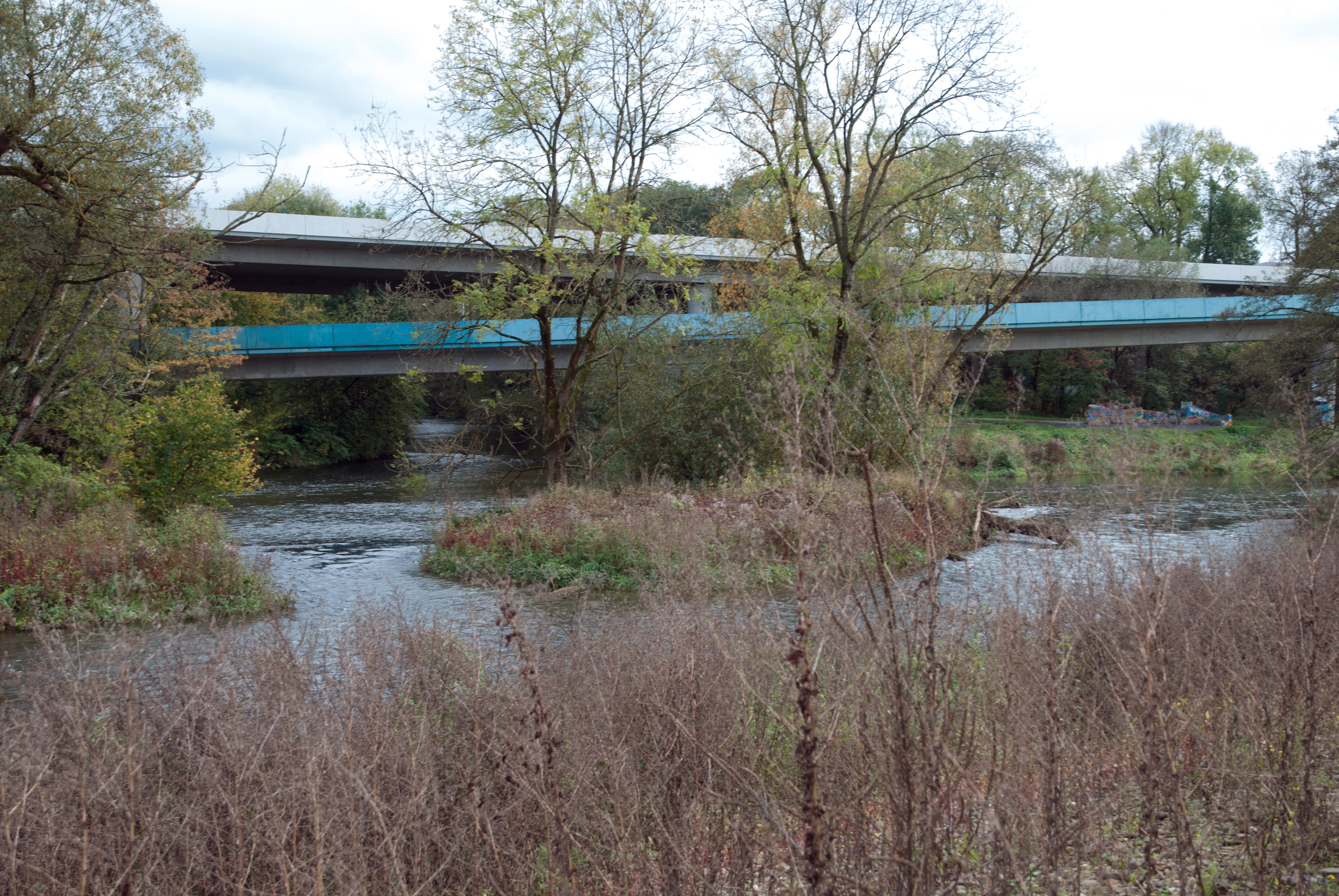
Zusammenfluss von Möhne (im Bild hinten) und Ruhr

Neheim liegt im Nordwestteil des Hochsauerlandkreises, direkt südwestlich des Naturparks Arnsberger Wald. Es befindet sich etwas nordwestlich der Arnsberger Kernstadt im Tal der Ruhr. Neheim liegt an der Einmündung der Möhne in die Ruhr.
Durch Neheim und Hüsten verläuft die Bundesautobahn 46.
Die Fläche von Neheim beträgt 20,430 km².

### Ortsgliederung
Neheim besteht aus folgenden Ortsteilen:
| Ortsteil         | Einwohner |
| ---------------- | --------- |
| Bergheim         | 3843      |
| Totenberg        | 1734      |
| Moosfelde        | 2976      |
| Erlenbruch       | 1489      |
| Neheim-Ost       | 3251      |
| Neheim-Mitte     | 2798      |
| Neheim-Süd       | 1211      |
| Binnerfeld       | 1691      |
| Müggenberg-Rusch | 4231      |

## Geschichte

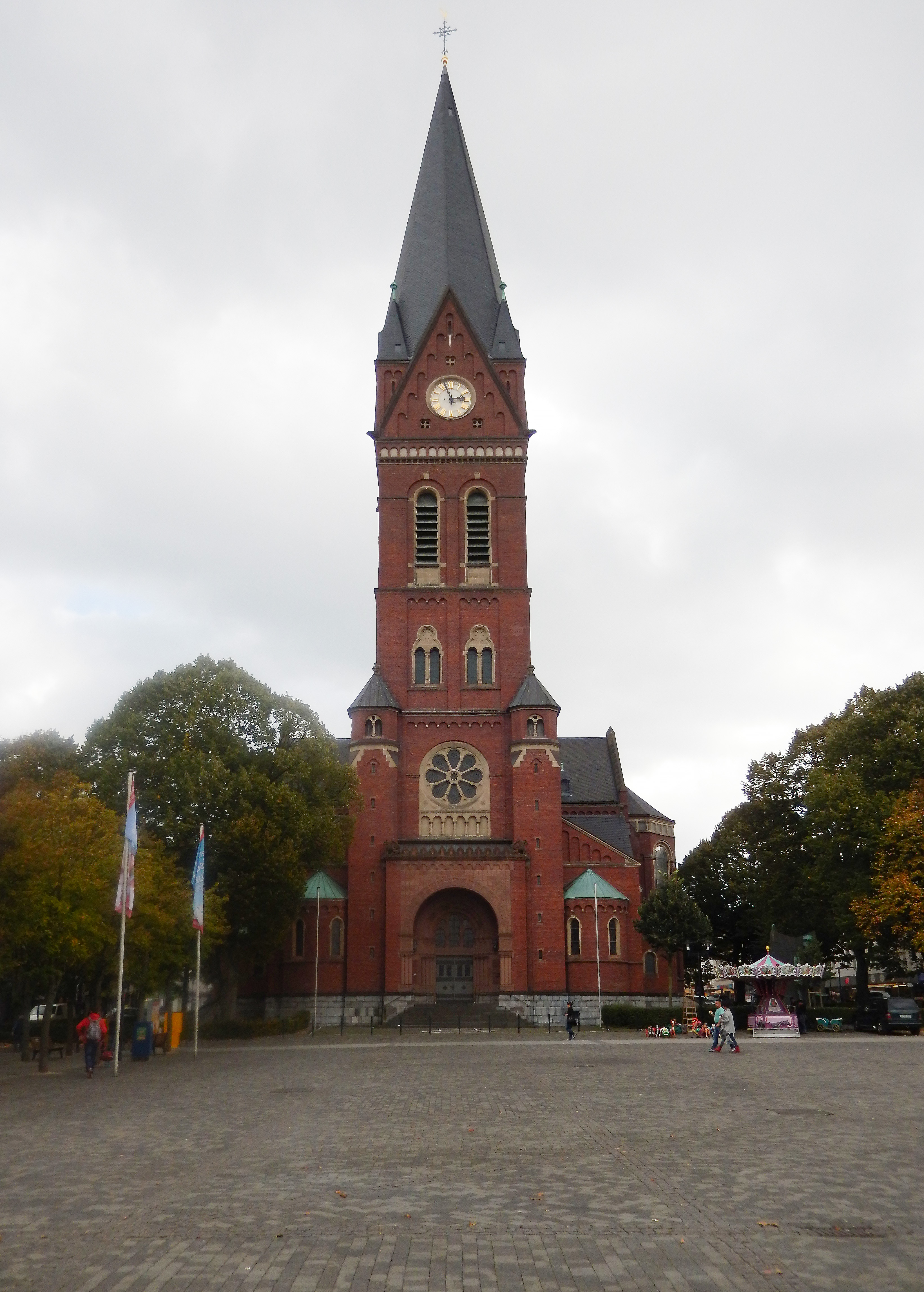
Pfarrkirche St.-Johannes-Baptist in Neheim

### Mittelalter und frühe Neuzeit
Neheim wurde 1202 erstmals urkundlich erwähnt. In einer Urkunde des Grafen Gottfried II von Arnsberg wurde ein Hermannus de Nihem mit seinen Söhnen Hermann und Wilhelm als Zeugen benannt. Im 13. Jahrhundert wurde der Ort befestigt. Am 25. Juli 1358 wurden dem Ort von Graf Gottfried IV. von Arnsberg die Stadtrechte verliehen. Neben anderen Ritterfamilien gehörte die Familie von Neheim zur Besatzung der Burg Neheim.
Spätestens im Jahr 1607 formierte sich aus der damaligen Bürgerwehr die Schützenbruderschaft; sie ist heute die älteste Personenvereinigung Neheims. Im Jahre 1807 wurde die Stadt durch einen Brand stark beschädigt. Der Wiederaufbau erfolgte nicht mehr willkürlich, sondern nach einem „Bebauungsplan“ mit geraden Straßen.

### Entwicklung zur Leuchtenstadt
Als besonders nachteilig für die Stadt stellte sich heraus, dass die im 18. Jahrhundert relativ bedeutende Textilherstellung den industriellen Massenwaren in den ersten Jahrzehnten des 19. Jahrhunderts nicht mehr gewachsen war. Die Folge war eine tiefgreifende Agrarisierung und Verarmung der Stadtbevölkerung. Dies änderte sich seit den 1830er Jahren durch die Ansiedlung erster metallverarbeitender Fabriken.
Im Laufe der Zeit spezialisierten sich die teils einheimischen und teils zugewanderten Unternehmer immer stärker auf die Produktion von (Petroleum-)Leuchten und den dazu nötigen Bauteilen. Vor allem nach dem Anschluss an die Eisenbahn (Obere Ruhrtalbahn) in den 1870er Jahren boomte diese Branche. Ausweislich der Reichsstatistik von 1905 war Neheim der Ort mit der dichtesten Konzentration an Stätten der Leuchtenproduktion; die Zahl der in dieser Branche Beschäftigten wurde nur in Berlin übertroffen. Aber unter anderem die Konkurrenz der elektrischen Beleuchtung beendete diese Phase. Die Unternehmer reagierten teilweise bereits vor dem Ersten Weltkrieg mit der Umstellung auf die neue Technik.
Die ersten Jahrzehnte der Industrialisierung haben die Stadt nur wenig verändert. Zwar kam es bereits zu Zuwanderungen aus dem Sauerland und den angrenzenden Industriegebieten, aber ein Großteil der Belegschaften waren Einheimische, vielfach mit Hausbesitz oder gar einer kleinen Nebenerwerbslandwirtschaft. Dies begann sich seit den 1870er Jahren und insbesondere im letzten Jahrzehnt vor der Jahrhundertwende zu ändern. In diesen Jahrzehnten kam es wie im benachbarten Hüsten vor allem durch Zuwanderung zu einer überdurchschnittlichen Bevölkerungsvermehrung. Zwischen 1870 und 1905 stieg die Bevölkerung jährlich durchschnittlich um 4,13 Prozent an. Damit wuchs die Bevölkerungszahl von 2.947 auf 10.074 Einwohner an. Die Stadt blieb damit statistisch gesehen eine Kleinstadt, war aber, dicht gefolgt von Arnsberg, die größte Gemeinde im kölnischen Sauerland.
Durch die Bevölkerungsentwicklung dehnte sich die Stadt seit den 1870er Jahren über die Grenzen des Plans von 1807 aus. Neue Stadtviertel entstanden. Da Neheim und Hüsten einen gemeinsamen Bahnhof aufwiesen, wuchsen beide Orte allmählich zusammen. Insbesondere um die Jahrhundertwende war die Stadt wohlhabend genug, um 1902 ein neues Rathaus und 1911 eine neue Kirche (wegen ihrer Dimension ähnlich wie St. Johannes-Baptist in Attendorn „Sauerländer Dom“ genannt) zu bauen. Außerdem machte die Stadtentwicklung eine geordnete Ver- und Entsorgung mit Wasser, Gas und schließlich ab 1896 auch mit elektrischem Strom nötig. Hinzu kamen neue Schulen und andere städtische Einrichtungen.
Mit der Zuwanderung und dem Bevölkerungswachstum änderte sich auch der Charakter der Einwohnerschaft. Gewerblich-agrarische Existenzen spielten nur noch eine untergeordnete Rolle, während die Zahl der besitzlosen Industriearbeiter deutlich anstieg. Dabei zeigten sich in Neheim auch die negativen Seiten der Industrialisierung. Die Zahl der Kost- und Schlafgänger war hoch und zeitweise war Kinderarbeit insbesondere in der heimgewerblichen Montage von Leuchtenteilen nicht selten.

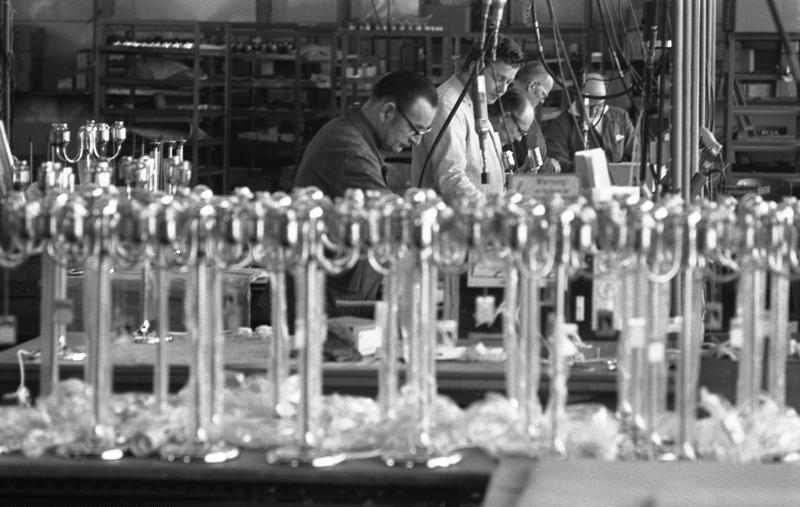
Leuchtenproduktion 1972

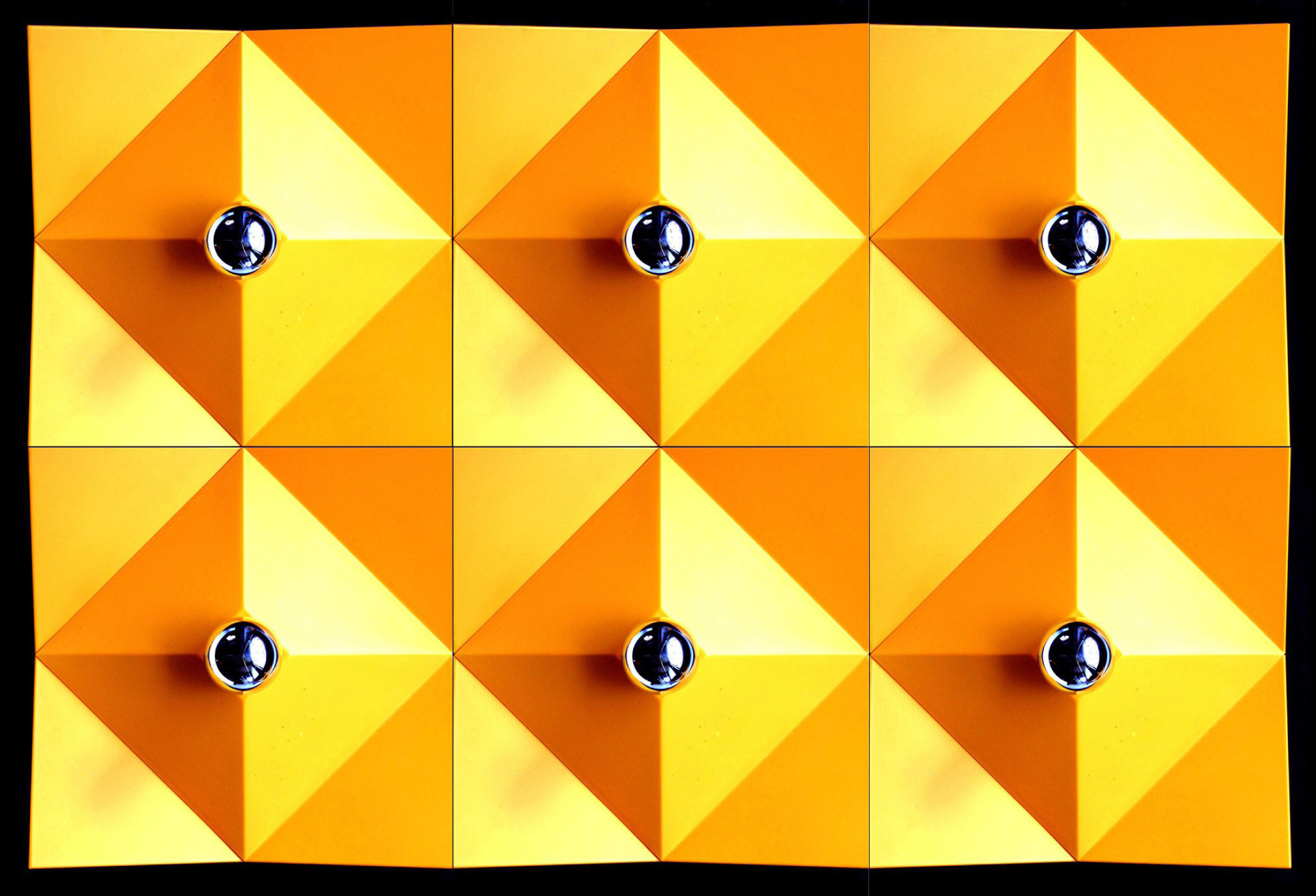
"Bundespreis Gute Form" 1972 Wandleuchten, Rolf Krüger

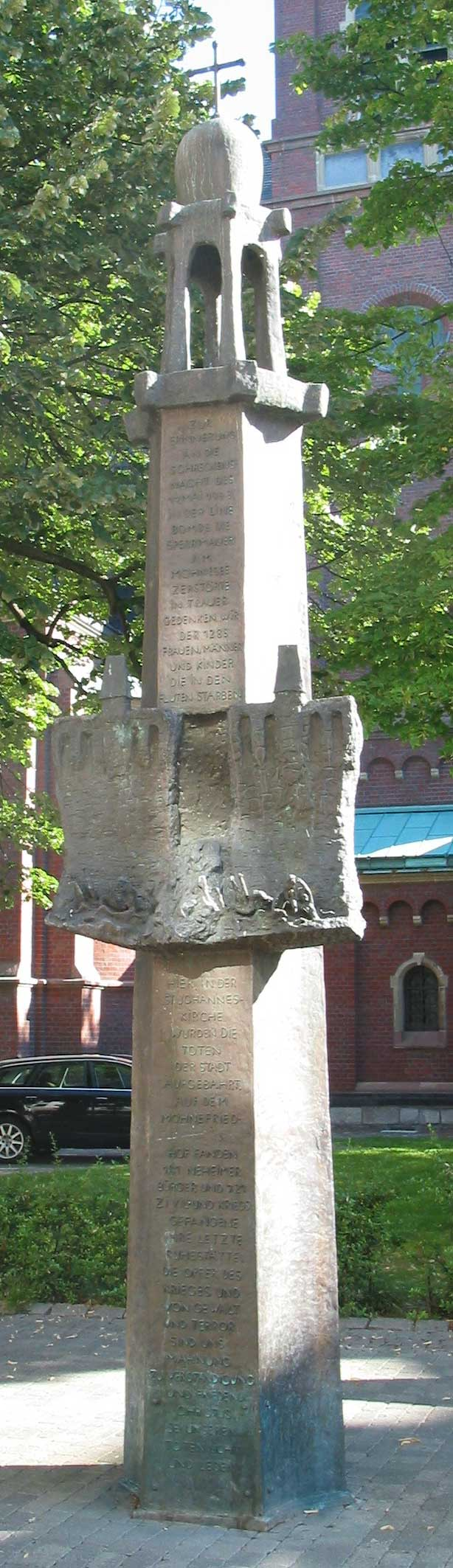
Mahnmal für die Opfer der Flutkatastrophe am Möhnestausee in Neheim

Trotz der erfolgreichen Umstellung der Produktion auf elektrische Leuchten war die exportabhängige Industrie in Neheim lange vor der vielbeklagten Globalisierung von der weltwirtschaftlichen Entwicklung abhängig und von Konkurrenz bedroht. Bereits in den 1920er Jahren etwa klagten die Neheimer Unternehmer über die steigende japanische Produktion. Daran hat sich auch nach dem Zweiten Weltkrieg kaum etwas geändert.
Erlebte die Neheimer Metall- und Leuchtenindustrie in den „Wirtschaftswunderjahren“ noch einmal einen Aufschwung, hatte es die Konsumgüterindustrie in den 1970er und 1980er Jahren schwer, sich den neuen weltwirtschaftlichen Bedingungen anzupassen. Mit einer gezielten Produktgestaltung, die sich an hohen gestalterischen  Ansprüchen orientierte, beteiligten sich einige Unternehmen an entsprechenden Designwettbewerben. Zu nennen wären "Die Gute Industrieform" und der "Bundespreis Gute Form" für die Neheimer Firma Neuhaus. Zahlreiche Leuchtenfirmen mussten dennoch schließen, und andere traditionsreiche Unternehmen wanderten in die Gewerbegebiete in den Nachbargemeinden ab. Diese Entwicklung machte auch die Firma Kaiser-Leuchten durch. Gleichwohl blieb Neheim auch weiterhin ein bedeutender Produktionsstandort. Dazu zählen etwa so bekannte Unternehmen wie BJB, Umarex und Schroth-Gurte.

### Politische Geschichte bis 1933
Bestimmend für das politische Verhalten in Neheim und Hüsten waren seit der zweiten Hälfte des 19. Jahrhunderts zum einen die überwiegend katholische Konfession und zum anderen die soziale Lage der Industriearbeiter. Der erste Faktor führte dazu, dass auch die katholischen Arbeiter seit dem Kulturkampf fast ausschließlich die Zentrumspartei wählten. Die soziale Dimension spielte dabei insofern eine Rolle, als es teilweise einen konfessionellen und politischen Gegensatz zum Wirtschaftsbürgertum gab. Unter diesem waren relativ viele Protestanten und Wähler konservativer oder liberaler Parteien.
Die Zentrumspartei hatte spätestens seit den 1890er Jahren einen betont sozialpolitischen Charakter. Die Arbeiter blieben fest verbunden mit dem katholischen Milieu und erschwerten es der sozialdemokratischen Arbeiterbewegung, in den Orten Fuß zu fassen. In Neheim hatte es zwar bereits 1903 einen sozialistischen Wahlverein gegeben, aber die Partei konnte sich erst 1911 fest etablieren.

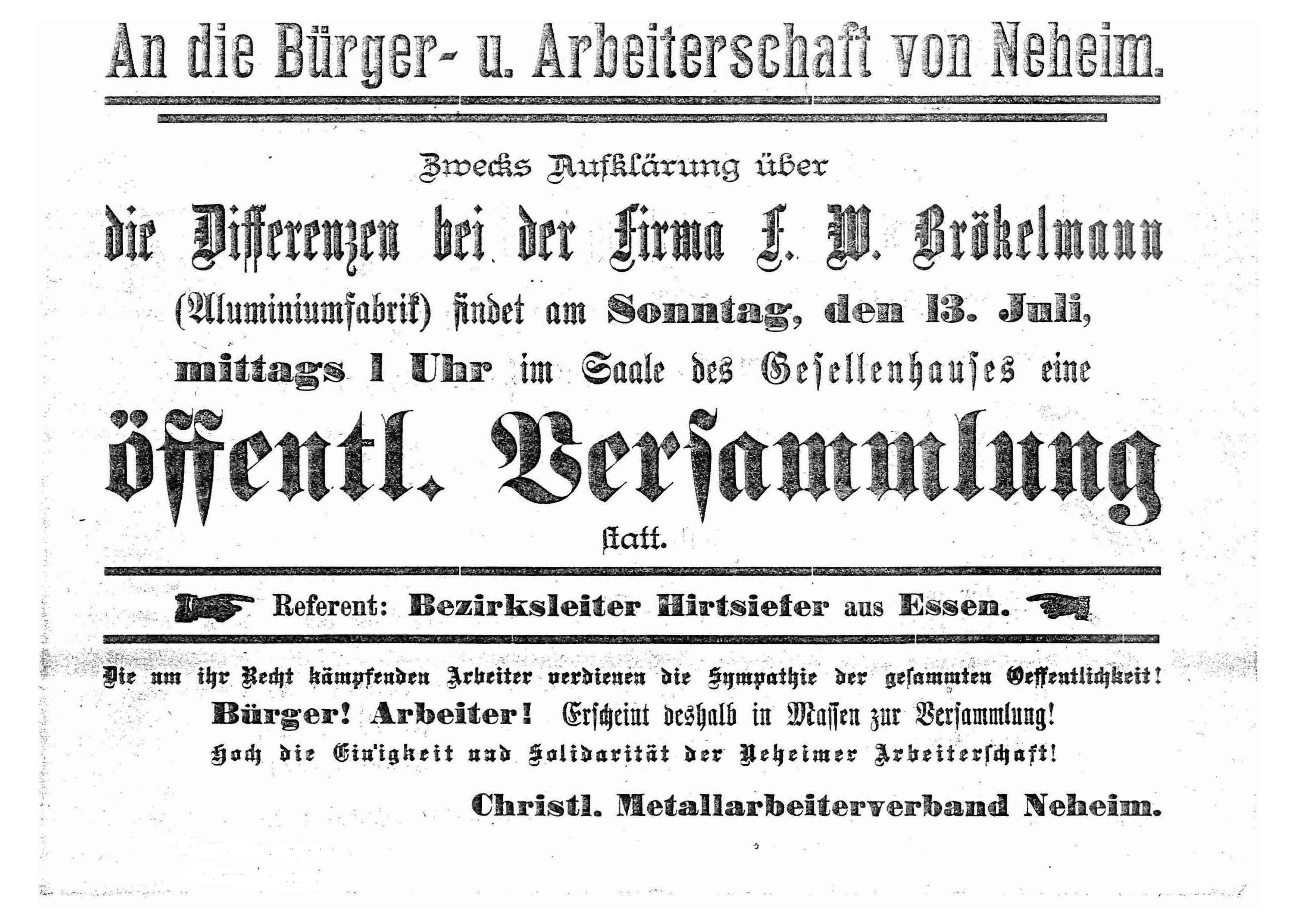
Plakat zu einem Streik bei der Firma Brökelmann Anfang des 20. Jahrhunderts

Zur Interessenartikulation der Bevölkerungsmehrheit gehörten nicht zuletzt Arbeitskämpfe und Gewerkschaften.
In Neheim dauerte es bis zum Ende der 1890er Jahre, ehe sich eine Arbeiterbewegung zu formieren begann. Für diese Verspätung spielte auch eine Rolle, dass sich erst in dieser Zeit eine christliche Gewerkschaftsbewegung entwickelte. Erst damit entstand eine auch für den einflussreichen Klerus und das katholische Milieu insgesamt akzeptable Organisationsform. Vor diesem Hintergrund entstand in Neheim 1899 der christlich orientierte „Sauerländer Gewerkverein“ der Metallarbeiter. Ein verlorener Streik zwang die Organisation, sich dem Christlichen Metallarbeiterverband anzuschließen. Gleichwohl gingen die Mitgliederzahlen auf ein Minimum zurück. Etwa um 1910 kam es zu einem Wiederaufschwung der Gewerkschaftsorganisation. Innerhalb weniger Jahre waren mehr als eintausend Arbeiter organisiert, und die Gewerkschaft war neben der Schützenbruderschaft die zahlenmäßig stärkste Organisation in der Stadt. Bis zum Ende der Weimarer Republik war die Stadt eine Hochburg der christlichen Gewerkschaftsbewegung.

### Seit dem Zweiten Weltkrieg
Neheim-Hüsten entstand am 1. April 1941 durch Zusammenlegung der Stadt Neheim und der Freiheit Hüsten. Seit der Eingemeindung am 1. Januar 1975 ist der Ort ein Teil von Arnsberg. Seit 1983 sind Neheim und Hüsten eigenständige Stadtteile von Arnsberg.
Als am 17. Mai 1943 die Staumauer der Möhnetalsperre durch einen Bombenangriff brach, zerstörte die bis zu 12 Metern Höhe Flutwelle auch die Gebäude von Neheim in Flussnähe. Es gab Tote unter der Zivilbevölkerung und viele Opfer unter den Menschen im Zwangsarbeiterlagers Möhnewiesen.
Nach dem Zweiten Weltkrieg war Neheim-Hüsten eine Hochburg eines betont sozial orientierten Flügels in der CDU. Am 1. März 1946 wurde in Neheim-Hüsten (Karolinenhospital Hüsten) Konrad Adenauer zum Vorsitzenden des Zonenausschusses der Christlich-Demokratischen Union gewählt. Das Programm von Neheim-Hüsten wurde von Adenauer maßgeblich mitgestaltet.

### Einwohnerentwicklung
| Jahr   | 1871 | 1885 | 1895 | 1905   | 1925   | 1933   | 1939   | 1961 | 1970 | 1974 | 2012   | 2014   | 2015   | 2016   | 2017   | 2018   | 2019   | 2020   |
| ------ | ---- | ---- | ---- | ------ | ------ | ------ | ------ | ---- | ---- | ---- | ------ | ------ | ------ | ------ | ------ | ------ | ------ | ------ |
| Neheim | 2947 | 4910 | 7454 | 10.074 | 12.309 | 13.542 | 15.063 | –    | –    | –    | 22.958 | 22.922 | 23.132 | 23.216 | 23.085 | 23.003 | 22.955 | 22.980 |

## Sehenswürdigkeiten und Baudenkmäler

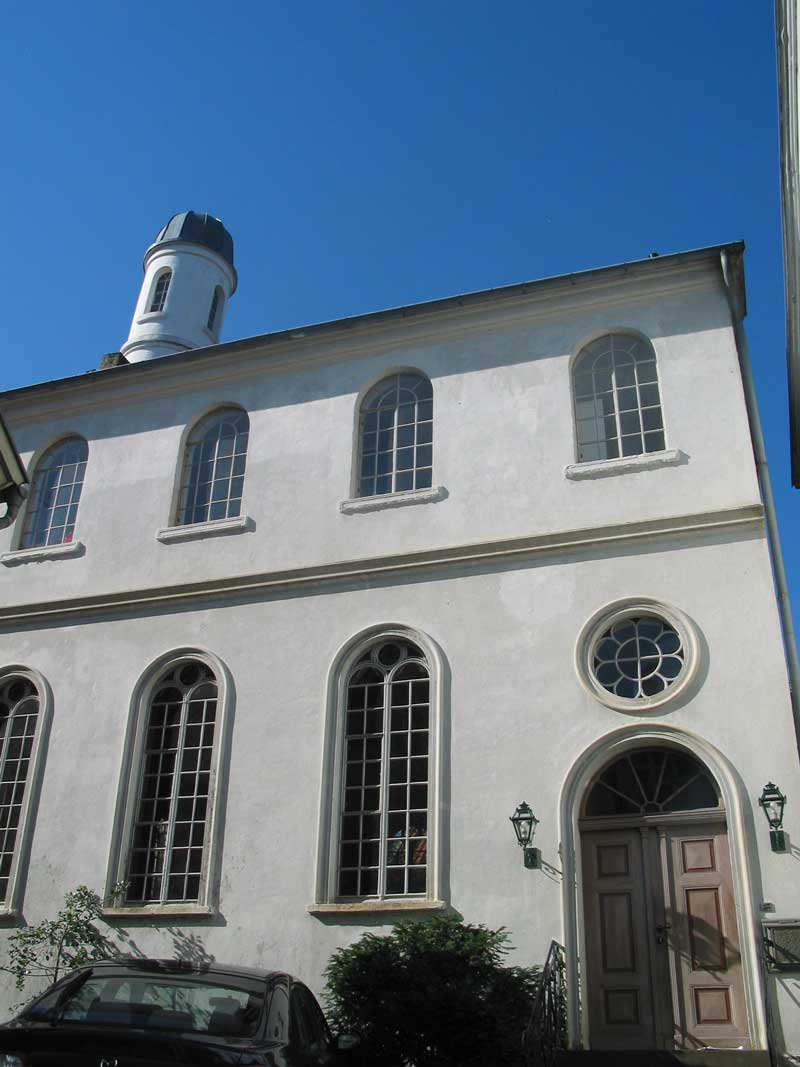
Ehemalige Synagoge in Neheim

Zu den Sehenswürdigkeiten und Baudenkmälern in Neheim gehören (Auswahl):
- Der Fresekenhof mit der Dauerausstellung „Franz Stock – Frieden als Auftrag“ über sein Leben und Wirken und die Auswirkungen auf die deutsch-französische Verständigung.
- katholische Pfarrkirche St. Johannes Baptist – erbaut zwischen 1892 und 1913 im Basilikenstil
- evangelische Kirche – erbaut zwischen 1860 und 1862 als neugotischer Saalbau
- Glockenspiel, gestiftet von der Schützenbruderschaft Neheim im Jahre 2007
- ehemalige Neheimer Synagoge – erbaut 1875/76
- Theodorus-Kapelle (Grablege der Familie Fürstenberg-Stammheim)
- Burgmannshäuser (Drostenhof, Fresekenhof, Gransau)
- Fabrikantenvillen (Villa Bremer, Villa Brökelmann)
- Fabrikgebäude (ehemalige Fabrik Brökelmann)
- katholische Kirche St. Michael, erbaut 1951
- katholische Kirche St. Joseph im Ortsteil Bergheim

## Regelmäßige Veranstaltungen

### Donatorenfeier
Besonders traditionsreich ist die Donatorenfeier zum Gedenken an die von Graf Gottfried IV. von Arnsberg gemachte Schenkung des Stadtwaldes im Jahr 1368. Seit einigen Jahren fährt eine städtische Abordnung nach Köln, um im Dom einen Kranz am Grab des Grafen niederzulegen. In Neheim und Hüsten werden aus diesem Anlass traditionell von den Mitgliedern des Stadtrates süße Brötchen („Stütchen“) an die Schulkinder verteilt. Abends findet dann mit dem „Donatorenmahl“ eine Festveranstaltung statt.

### Neheimer Schützen- und Jägerfest
Vermutlich spätestens im Jahre 1607 wurde die Schützenbruderschaft Neheim gegründet. Fungierte sie damals noch als Bürgerwehr, ist sie heute zu einem der größten Vereine im Stadtgebiet herangewachsen. Im 19. Jahrhundert sorgten die strikten Aufnahmebedingungen (katholische Konfession, Ortsgebürtigkeit) dafür, dass sich für die vielen Neubürger der „Jägerverein“ gründete. Die Aufnahmebedingungen waren zur Bindung zwischen Bürgerwehr (Schützenbruderschaft) und Stadt Neheim gedacht, wurden aber Anfang des 20. Jahrhunderts aus Gründen des Strukturwandels abgelegt. Heute sind auch Frauen in der Bruderschaft willkommen. Beide Vereine bestehen bis heute nebeneinander und wechseln sich jährlich in der Abhaltung eines großen Volksfestes (Schützen- bzw. Jägerfest) ab. Das Neheimer Schützenfest ist das größte Schützenfest im Sauerland.
Jedes Jahr kommen zum Neheimer Volksfest tausende Besucher in die Innenstadt, wo vier Tage lang ein Volksfest gefeiert wird. Einer der Höhepunkte ist der Festzug am Sonntag; im Jahr 2007 rechneten die Veranstalter mit 20.000 Besuchern, Schätzungen der Polizei lagen aber über 30.000.

### Weitere Veranstaltungen
In Neheim zählt auch der Karneval (in kurkölnischer Tradition), getragen insbesondere durch die Karnevalsgesellschaft Blau-Weiß-Neheim, zu den beliebtesten Ereignissen des Jahres.
Am Ort finden regelmäßig überregional bekannte medizinische Fortbildungsveranstaltungen in den Bereichen Hämatologie, Intensivmedizin und Notfallmedizin statt.
Seit 1965 fanden in Neheim-Hüsten internationale Schriftstellertreffen statt, aus denen das bis 1994 stattfindende Internationale Kurzgeschichtekolloquium hervorging. Insbesondere getragen durch den Einzelhandel findet seit über 30 Jahren in Neheim der Fresekenmarkt statt.
Seit ebenfalls mehr als dreißig Jahren existiert der Dies Internationalis als Begegnung der verschiedenen Kulturen.
Das Rockfestival Under the Bridge fand alljährlich unter einer Autobahnbrücke statt. Organisiert wurde es von einer ehrenamtlichen Initiative. Im Jahre 2006 traten Die Ohrbooten auf, die Gewinner des Ruth (Musikpreis) 2006. Das Festival wurde wegen mangelnder Unterstützung eingestellt.
In der Werkstattgalerie Der Bogen im Kunst-Werk am Kaiserhaus finden mehrmals jährlich Ausstellungen sowie Aufführungen des dem Bogen angeschlossenen Tanztheaters statt.

## Persönlichkeiten

### Söhne und Töchter der Stadt

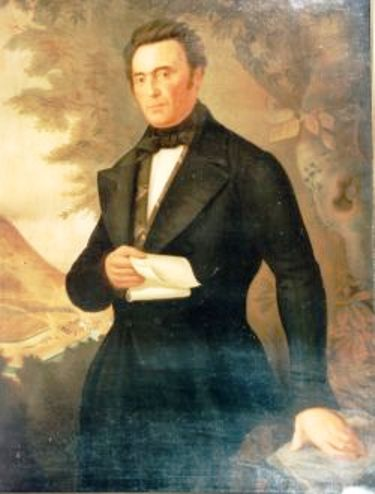
Josef Cosack

- Johann Wilhelm von Fürstenberg (1500–1568), vorletzter Landmeister des Deutschen Ordens in Livland
- Josef Cosack (1801–1879), Industriepionier, unter anderem Mitbegründer der Hüstener Gewerkschaft
- Franz Anton Nöggerath (1859–1908), deutschstämmiger Filmpionier der Niederlande
- Karl Rüsewald (1880–1945), Autor und Pädagoge
- Paul Moder (1896–1942), Freikorpsführer, NSDAP-Reichstagsabgeordneter, SS-Führer
- Caspar Krüger (1899–1984), CDU-Politiker, Mitglied des Landtags von Nordrhein-Westfalen und Mitglied des Bundestages
- Ernst Keller (1900–1963), Unternehmer und FDP-Politiker, MdB
- Franz Stock (1904–1948), katholischer Priester, Seelsorger in Paris, Wegbereiter der deutsch-französischen Freundschaft
- Wilhelm Schmitz-Veltin (1907–1968), Volkskundler und Historiker, Museums- und Bibliotheksleiter in Duisburg
- Felix Rühl (1910–1982), deutscher SS-Offizier und Angeklagter im Einsatzgruppen-Prozess
- Werner Figgen (1921–1991), SPD-Politiker, u. a. Landesvorsitzender und Landesminister in Nordrhein-Westfalen
- Dieter-Julius Cronenberg (1930–2013), deutscher Unternehmer und FDP-Politiker, ehemaliger Bundestagsvizepräsident
- Egon Mühr (1933–2008), CDU-Politiker und ehemaliger Oberkreisdirektor
- Ernst Cloer (1939–2021), Erziehungswissenschaftler und Professor an der Universität Hildesheim
- Franz Müntefering (* 1940), 2004 bis 2005 sowie 2008 bis 2009 SPD-Vorsitzender, MdB, Bundesarbeitsminister und Vizekanzler
- Heinz Rudolf Sonntag (1940–2015), Soziologe und Hochschullehrer
- Ferdinand von Plettenberg (* 1957), Sänger
- Martin Meinschäfer (* 1959), Musiker, Komponist, Musik- und Filmproduzent, Mitgründer u. a. von Hob Goblin und Dolls United
- Sven Doual (* 1967), Eishockey- und Inline-Skaterhockeytorwart
- Matthias Strucken (* 1977), Jazzmusiker, Komponist, Arrangeur und Vibraphonist

### Verbundene Persönlichkeiten
- Friedrich Wilhelm Brökelmann (1799–1890), Unternehmer in Neheim und Hüsten
- Karl Josef Dinslage (* 1818 in Geseke; † 1886), Bürgermeister Neheims von 1847 bis zu seinem Tode
- Hugo Bremer (* 1869 in Elberfeld, heute Wuppertal; † 1947 in Neheim-Hüsten) Industrieller und Erfinder des „Bremer Lichts“
- Bernhard Vogel (1882–1959), Landrat im Kreis Arnsberg und Bürgermeister von Neheim-Hüsten
- Heinrich Klasmeyer (* 1887 in Gütersloh; † 1963 in Neheim-Hüsten) christlicher Gewerkschafter und Bürgermeister in Neheim-Hüsten
- Bernhard Bahnschulte (1894–1974), Lehrer in Neheim und überregional bedeutender Heimatforscher
- Theodor Beste (1894–1973), Professor für Betriebswirtschaftslehre
- Egon Hillebrand (1914–2007), Unternehmer in Neheim und Hüsten, Bundesverdienstkreuz 1988
- Hanne Schleich (* 1916 als Hanne Grüttner in Köln; † 2000 in Arnsberg-Neheim), Schriftstellerin
- Heinz Heppelmann (1927–2009), Verwaltungsbeamter, Ehrenringträger der Stadt Arnsberg und Ehrenbürger der Stadt Alba Iulia
- Gert Kaspar Müntefering (* 1935), Journalist, Erfinder der Sendung mit der Maus
- Max-Eugen Kemper (* 1938), katholischer Theologe
- Hartwig Kleinholz (* 1934 in Duisburg; † 1978 in Neheim), VHS-Leiter in Neheim-Hüsten, Mitinitiator des Deutschen Kurzgeschichtenpreises
- Rolf Krüger (* 1939 in Hamburg), Industriedesigner und Maler
- Ana Lado (* in Spanien, seit 1975 in Deutschland), seit 1993 Friseurmeisterin in Neheim, deutsche „Unternehmerfrau des Handwerks“ 2007
- Heiner Thade (* 1942 in Lüdinghausen), Olympiateilnehmer und Deutscher Meister im Modernen Fünfkampf, Ehrenring der Stadt Neheim-Hüsten 1972
- Friedel Thiekötter (1944–2011), Schriftsteller
- Peter Meilchen (* 1948 in Linz am Rhein; † 2008 in Arnsberg-Neheim), Grafiker, Maler, Fotograf und Lyriker
- Wilhelm Sabri Hoffmann (* 1953), Vorsitzender der Christlich-Islamischen Gesellschaft
- Martin Klöckener (* 1955), Theologe
- Volker A. Zahn (* 1961), Drehbuchautor
- Stephan Kampwirth (* 1967), Theater- und Filmschauspieler sowie Synchronsprecher
- Sonia Farke (* 1969), Schauspielerin
- Haimo Hieronymus (* 1969), Künstler und Schriftsteller
- Jan-Peter Kampwirth (* 1974), Theater- und Filmschauspieler sowie Hörspielsprecher

### Ehrenbürger
- Johann Suibert Seibertz (* 1788; † 1871 in Arnsberg), Jurist und Historiker; Ehrenbürger Neheims am 20. Juni 1860
- Friedrich Hilsmann (* 1808; † 1900 in Neheim), Arzt; Ehrenbürger Neheims am 18. Juni 1896
- Noah Wolff (* 1809 in Berleburg; † 1907 in Neheim), Fabrikant; Ehrenbürger Neheims am 18. August 1896
- Schwester Aicharda (1882–1975 in Neheim), Gemeindeschwester; 1. Ehrenbürgerin Neheim-Hüstens im Jahr 1960
- Anton Cöppicus (* 1886 in Neheim; † 1970 ebenda), langjähriger Bürgermeister; Ehrenbürger Neheim-Hüstens am 7. Januar 1965
- Ernst König (* 1892; † 1977), langjähriger stellvertretender Bürgermeister; Ehrenbürger Neheim-Hüstens am 7. Januar 1965
- Heinrich Lübke (* 1894 in Enkhausen/Sauerland; † 1972), Bundespräsident; Ehrenbürger Neheim-Hüstens am 7. Mai 1968
- Dieter Henrici (* 1937 in Berlin-Charlottenburg; † 2023 in Arnsberg), Unternehmer BJB; Ehrenbürger von Arnsberg am 21. Januar 2007

## Städtepartnerschaften

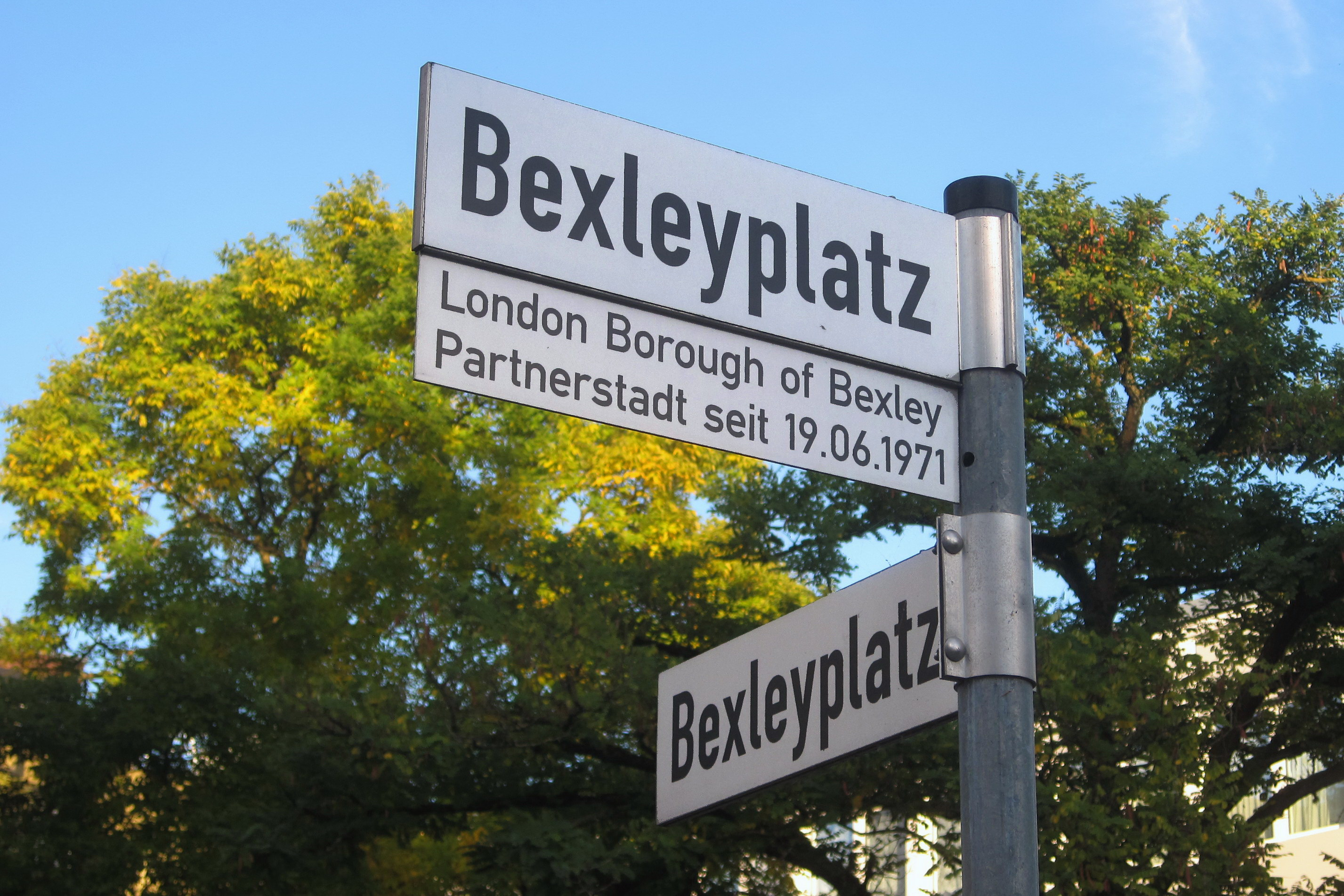
Bexleyplatz in Neheim

Seit 1971 besteht eine Städtepartnerschaft zum Borough Bexley in Großbritannien.